# Seirios
『Seirios』（セイリオス）は、ルルティアの6枚目のアルバム。

## 解説
2009年2月27日に発売された。全作詞作曲はルルティア。編曲はルルティア・佐藤鷹。
前作『氷鎖』から10ヶ月振り、フルアルバムとしては2006年発表の『Chorion』以来2年3ヶ月振りの作品発表となる。『Opus』『氷鎖』収録のオリジナル曲5曲を含む全11曲収録。本作収録曲の「星と羽」は、『Opus』では歌詞が記載されていなかったが、本作では歌詞が記載されている。
本作はエモを意識した作品となっており、インターネットラジオ『RURUTIA Planet』No.019では「自身の感情や心の叫びが素直に反映されている」と語っており、「心の世界観が上手く表現出来た」「達成感のあるアルバムを完成させることが出来た」とも語っている。アルバム制作は『氷鎖』発表直後より開始され、自身のデビュー7周年に当たる2008年10月もしくは12月に発表する予定であったが、制作途中でアルバムの構想や方向性を再検討したため、発売を延期した経緯がある。
タイトルの「Seirios」とは、ギリシャ語で「光り輝くもの」という意味で、シリウスの語源にもなっている語である。これに関しては「自分にとって音楽は希望や救いと言った導きの光であるように、リスナーにとっても自分の音楽が導きの光であるように」という想いが込められている。
本作はオフィシャルサイト通販による購入者を対象に、先着でポストカードが付属するキャンペーンが行われた。

## 収録曲
1. Seirios
2. サイレントプレイヤー
3. Opus
4. オーロラ飛行
5. 流光
6. 無憂歌
7. LAST DAY
8. 氷鎖
9. 夢蛍
10. VOID
11. 星と羽